# (79375) Valetti
(79375) Valetti  es un asteroide perteneciente al cinturón de asteroides, descubierto el 16 de marzo de 1997 por Vittorio Goretti desde el Observatorio de Pianoro, en Italia.

## Designación y nombre
Valetti se designó inicialmente como 1997 FA.
Más adelante fue nombrado en honor al físico y matemático italiano  Alvero Valetti (1923-2005).

## Características orbitales
Valetti orbita a una distancia media del Sol de 2,3094 ua, pudiendo acercarse hasta 1,8559 ua y alejarse hasta 2,7629 ua. Tiene una excentricidad de 0,1963 y una inclinación orbital de 0,9795° grados. Emplea en completar una órbita alrededor del Sol 1281 días.

## Características físicas
Su magnitud absoluta es 15,8.